# 다임 노블

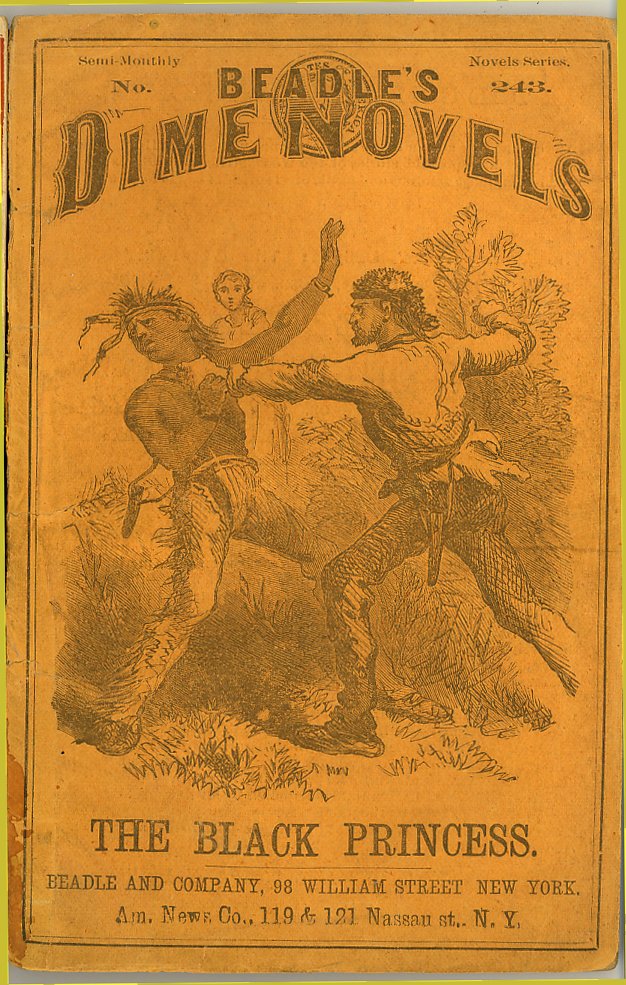
오리지널 다임 노블 시리즈의 예, 1860년경

다임 노블(Dime novel)은 대중 문학의 한 형태이다. 5센트 내지 10센트 가격의 주간 도서, "식 북(thick book)" 중판 도서, 그리고 때때로 초기 저속한 잡지(pulp magazines)를 포함한, ""다임 노블""(dime novel)은 특정한 의미를 지님에도 불구하고 19세기 후반, 20세기 전반의 관련은 있지만 다른 미국 인기 소설의 다양한 형태들을 포괄하는 용어가 되었다. 이 용어는 1940년 이후가 되어서야 잠깐 발행된 펄프 잡지(pulp magazines)인 웨스턴 다임 노블(Western Dime Novels)에서 책의 타이틀로서 사용되기 시작했다. 적어도 내용상으로 다임 노블은 오늘날의 문고판 염가서적(mass market paperbacks), 코믹북(comic books), 게다가 다임 노블 장르에 기초한 TV(television)쇼, 영화(movies)의 조상이다. 현대에 "다임 노블"은 일반적으로 집필 작품의 선정적이면서 얄팍한 면을 서술하기 위한 경멸어(pejorative)로 사용될 뿐만 아니라, 여느 빨리 쓰여지고, 야한 돈벌이를 위한 책(potboiler)을 칭하는 용어가 되었다.

## 같이 보기
- 멜로드라마
- 공포물
- 펄프 매거진
- 고딕물